# Return to the Centre of the Earth
Return to the Center of the Earth est le 12e album studio du claviériste britannique Rick Wakeman, sorti le 15 mars 1999 chez EMI Classics. C'est la suite de son album concept de 1974 Journey to the Center of the Earth, lui-même inspiré du roman éponyme de science-fiction de Jules Verne,. Wakeman a écrit une nouvelle histoire de trois voyageurs qui tentent de suivre le voyage original, deux cents ans après, avec la participation d'artistes comme Ozzy Osbourne, Bonnie Tyler, Tony Mitchell, Trevor Rabin, Justin Hayward et Katrina Leskanich. La narration est assurée par Patrick Stewart. L'enregistrement a été retardé après l'hospitalisation de Wakeman pour un grave cas de double pneumonie et de pleurésie, qui lui a demandé une période de convalescence. 
À sa sortie, l'album atteint la 34ème place au UK Albums Chart.   

## Personnel
- Rick Wakeman : Korg 01 / W ProX, Roland JD-800, Kurzweil K2500R, Korg Trinity ProX, Korg X5DR, Technics WSA, piano à queue  Steinway, synthétiseur Minimoog, Fatar SL 880, GEM PRO 2

Musiciens invités
- Justin Hayward - chant (Still Waters Run Deep)
- Katrina Leskanich - chant (Ride of Your Life)
- Tony Mitchell - chant (Mr. Slow)
- Ozzy Osbourne - chant (Buried Alive)
- Bonnie Tyler - chant (Is Anybody There?)
- Trevor Rabin - chant, guitare (Never is a Long, Long Time)
- Fraser Thorneycroft-Smith - guitare
- Phil Williams - basse
- Simon Hanson : batterie
- London Symphony Orchestra[3]
- David Snell : chef d'orchestre
- English Chamber Choir  : chorale
- Guy Protheroe : chef de chœur
- Patrick Stewart : narration

Production
- Rick Wakeman: production
- Roger Dean : pochette, livret, peinture, dessins, lettrage
- Martyn Dean : conception du livret
- Simon Fowler : photographie
- Frank Rodgers : producteur exécutif
- Carolyne Rodgers : coordination du projet
- Candy Atcheson : coordination du projet